# QBasic
QBasic – język programowania wysokiego poziomu. Jest to zubożona wersja programu QuickBasic, zawierająca tylko interpreter poleceń (brak kompilatora) oraz pozbawiona niektórych opcji. 
QBasic to produkt firmy Microsoft. Zastąpił on GW BASIC dystrybuowany wraz z systemem operacyjnym MS-DOS. QBasic nie jest już rozwijany.

## Przykładowy kod
```
CLS

INPUT
 
"Jak masz na imie"
;
 
imie$

INPUT
 
"Ile masz lat"
;
 
wiek$

PRINT

PRINT
 
"A więc nazywasz się "
;
 
imie$
;
 
" i masz "
;
 
wiek$
 
" lat."

END

```

Wykorzystanie pętli FOR:
```
CLS

INPUT
 
"Jak masz na imie"
;
 
imie$

INPUT
 
"Ile masz lat"
;
 
wiek$

PRINT

FOR
 
A
 
=
 
0
 
TO
 
5

 
PRINT
 
"A więc nazywasz się "
;
 
imie$
;
 
" i masz "
;
 
wiek$
 
" lat."

NEXT
 
A

END

```